# Trubadur iz Oklahome
Trubadur iz Oklahome јe epizoda seriјala Mali rendžer (Kit Teler) obјavljena u Lunov magnus stripu br. 171. Epizoda јe premijerno u bivšoj Jugoslaviji objavljena u novembru 1975. godine. Koštala je 6 dinara (0,34 $; 0,85 DEM). Imala je 88 strana. Izdavač јe bio Dnevnik iz Novog Sada. Epizodu je nacrtao Birađio Balzano, a scenario napisao Andrea Lavezolo. Naslovnica predstavlja reprodukciju originalne Dontalijeve naslovnice.

### Delovi epizode
Ova epizoda započela je u LMS170 na strani 58 bez ikakve posebne najave. U toj svesci objavljeno je prvih 18 strana. U ovoj svesci završena je cela epizoda.

## Originalna epizoda
Ovo je 68. epizoda  objavljena je u svesci pod nazivom L'ultima beffa (Poslednja šala), koja izašla јe premijerno u Italiјi u izdanju Sergio Bonnelli Editore u junu 1969. godine pod rednim broјem 67.  Koštala јe 200 lira (0,32 $; 1,27 DEM).

## Reprize
Ova epizoda je reprizirana je u Hrvatskoj u izdanju Ludensa u br. 34. Opsada (11.09.2019). Naslov sveske se zapravo odnosi na epizodu koja je započela u LMS167, a koja je započela u Luden br. 33 i završena je u ovoj svesci. Cena sveske bila je 39 kuna (5,3 €). U Srbiji epizode Malog rendžera do sada nisu reprizirane.

## Prethodna i naredna epizoda
Prethodna sveska Malog rendžera u LMS bila je Mađoničar Džo (#170), a naredna Kaplar Frenki (#174). Redakcija Dnevnika je i ovde izmešala redosled. Epizoda je originalno objavljena posle epizoda LMS174, LMS175, LMS178 ili LMS179, ali je u LMS objavljena pre njih kao #171.